# Acropora dendrum
Acropora dendrum is een rifkoralensoort uit de familie van de Acroporidae. De wetenschappelijke naam van de soort is voor het eerst geldig gepubliceerd in 1890 door Bassett-Smith.